# Zeeko Zaki
Zakaria Sherif Zaki (Arabe: زكريا شريف زكي; né le 18 Janvier 1990), plus connu sous le nom de Zeeko Zaki (Arabic: زيكو زكي),, est un acteur égypto-américain plus connu pour son interprétation du rôle de l'agent spécial Omar Adom "OA" Zidan dans la série FBI de Dick Wolf.

## Jeunesse et éducation
Il est né à Alexandrie, en Égypte, et a immigré avec ses parents Emon et Sherif Zaki aux États-Unis à l'âge d'un mois. Les grands-parents maternels de Zaki ont immigré aux États-Unis avant son arrivée et celle de ses parents. Sa famille élargie est restée en Égypte. Pendant son enfance, Zaki a passé les étés dans sa ville natale. Sa tante possède une villa dans la région d'Agami où il se réunit avec sa famille. Il a grandi à West Chester, en Pennsylvanie. Sa mère dirige un salon de coiffure à Wilmington, dans le Delaware, et son père est styliste. Zaki a deux frères et sœurs plus jeunes : un frère, Zeyad, et une sœur, Zeina.

## Carrière
Il s'est découvert une passion pour le théâtre lors de la représentation de Seussical au lycée d'Unionville, en première année. Il a également joué dans la troupe de théâtre communautaire Unionville Players. Il a brièvement fréquenté l'université Temple à Philadelphie.
En 2010, Zaki s'installe en Caroline du Nord, où il travaille au théâtre avant de passer des auditions pour des rôles à la télévision. Il a joué des petits rôles dans divers films et séries télévisées avant d'obtenir des rôles récurrents dans Six et 24 : Legacy, dans lesquels il interprétait des antagonistes, et dans Valor, dans lequel il jouait un mitrailleur de porte d'une unité d'aviation d'opérations spéciales de l'armée américaine. Zaki a obtenu son premier rôle principal en incarnant l'agent spécial Zidan dans la série procédurale FBI de Dick Wolf. Le rôle avait été écrit à l'origine pour un acteur latino, mais Wolf, impressionné par l'audition de Zaki, a modifié l'origine ethnique du personnage pour qu'elle corresponde à celle de Zaki.
Par la suite, il a déclaré qu'il voulait prouver au monde que les musulmans et les Arabes ne sont pas des terroristes.
De 2020 à 2023, il participe dans le spin-off FBI: Most Wanted en reprenant son rôle de Omar Zidan au côté de Missy Peregrym. Après le non renouvellement de celle-ci, il exprime sa volonté que l'histoire et le narratif de la série continue.

## Vie personelle
Il pratique la religion musulmane,,. Il parle courament l'arabe égyptien, qu'il parlait à la maison jusqu'à l'âge de six ans.

## Filmographie

### Cinéma
| Année | Titre                                     | Rôle                            | Notes         |
| ----- | ----------------------------------------- | ------------------------------- | ------------- |
| 2012  | The Therapy Session                       | Michael                         | Court métrage |
| 2012  | L'Amour malgré tout                       | Gus                             |               |
| 2013  | Le coeur du pays                          | Le prisonnier                   |               |
| 2013  | McDuffy: The Urban Eagle                  | Chocolate Pretzel               | Court métrage |
| 2014  | Mardi                                     | L'ami d'Andrew                  | Court métrage |
| 2015  | Max                                       | Le policier afghan              |               |
| 2015  | Alvin et les Chipmunks : À fond la caisse | Paparazzo #2                    |               |
| 2016  | Divergente 3 : Au-delà du mur             | Le chef d'escouade sans faction |               |
| 2018  | Évasion 2 : Le Labyrinthe d'Hadès         | Le soldat de MDLF               |               |
| 2022  | La Nuit au musée : Le Retour de Kahmunrah | Rê (voix)                       |               |

### Télévision
| Année       | Titre                     | Role                                        | Notes                                                  |
| ----------- | ------------------------- | ------------------------------------------- | ------------------------------------------------------ |
| 2012        | Homeland                  | Le sergent                                  | Épisode : "Sale Journée"                               |
| 2012        | Revolution                | Un soldat de la milice                      | Non crédité ; épisode : "Derrière les lignes ennemies" |
| 2013        | Under the Dome            | Le client #2                                | Épisode : "Le Grand Feu"                               |
| 2014        | The Game                  | Cameron                                     | Épisode : "Chardonnay Goes Kissing"                    |
| 2015        | Satisfaction              | Russell                                     | 2 épisodes                                             |
| 2016        | The Inspectors (en)       | Dario Resta                                 | Épisode : "The Return of Ronnie"                       |
| 2017        | Six                       | Akmal Barayev                               | 8 épisodes                                             |
| 2017        | 24 Heures chrono : Legacy | Hamid                                       | 7 épisodes                                             |
| 2017        | NCIS: Los Angeles         | Aimon Shah                                  | 2 épisodes                                             |
| 2017        | Night Shift               | Duke                                        | 2 épisodes                                             |
| 2017        | Daytime Divas             | Le chauffeur de taxi                        | Épisode : "Truth's a Mutha"                            |
| 2017–2018   | Valor                     | Sergent-chef Matt Darzi                     | 5 épisodes                                             |
| depuis 2018 | FBI                       | Agent spécial du FBI Omar Adom « OA » Zidan | Rôle principal                                         |
| 2020–2023   | FBI: Most Wanted          | Agent spécial du FBI Omar Adom « OA » Zidan | 3 épisodes                                             |
| 2021        | FBI: International        | Agent spécial du FBI Omar Adom « OA » Zidan | Épisode: "Sauver Sunny"                                |